# Lijst van ministers-presidenten van Baden-Württemberg

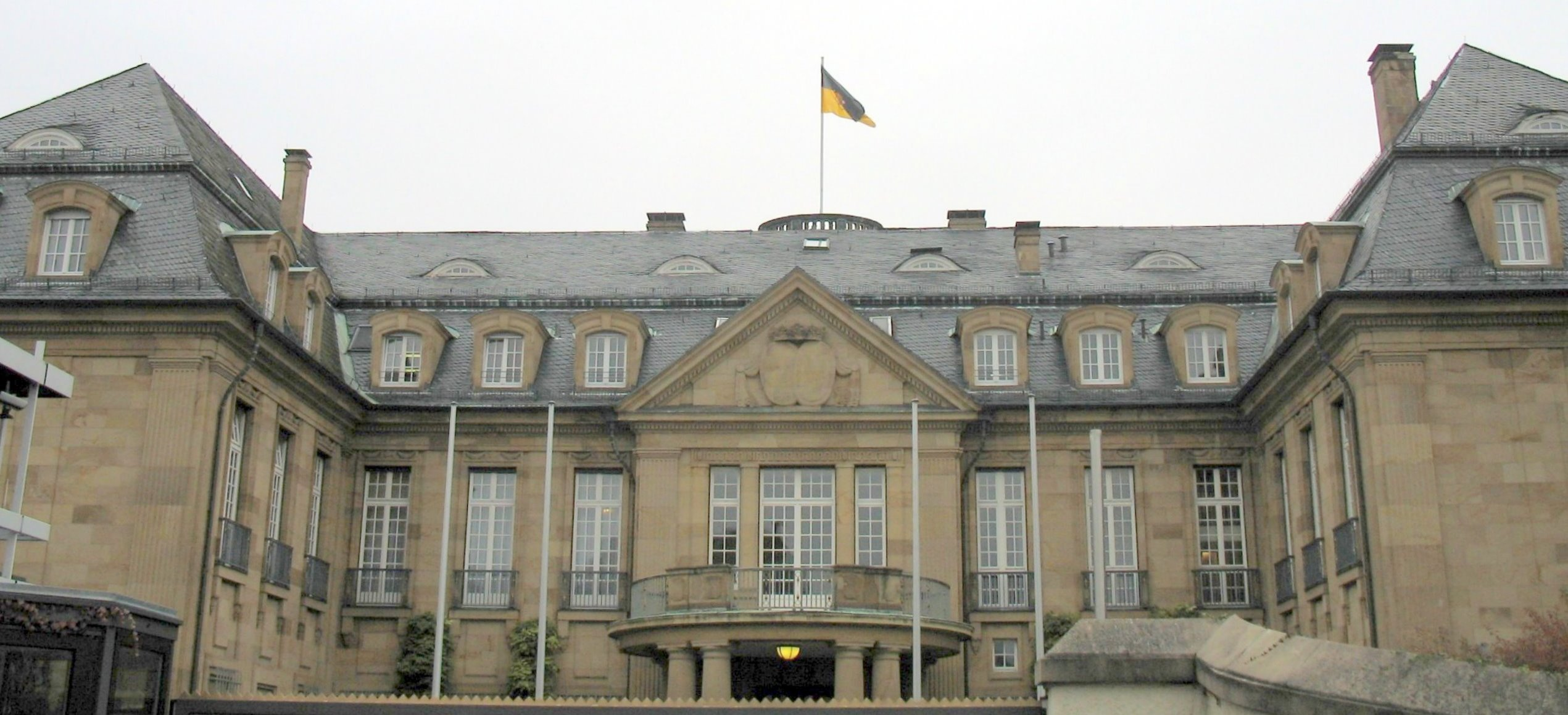
Villa Reitzenstein, de zetel van de minister-president (2007)

De minister-president van  Baden-Württemberg  is de voorzitter van de Landesregierung. Zijn positie wordt geregeld in de Grondwet van het Land Baden-Württemberg. Hij wordt gekozen door de Landdag (het parlement van de deelstaat) en kan slechts worden afgezet door een zogenaamd Konstrukives Misstrauensvotum. Anders dan bij een motie van afkeuring, waarbij het gebruik voorschrijft dat na aanname een minister, ook een minister-president zelf aftreedt, wordt door het Konstruktives Mistrauensvotum door de Landdag een nieuwe minister-president gekozen. Door die keuze verliest de  oude minister-president zijn functie.
De minister-president heeft een eigen ambtswoning, de Villa Reitzenstein in Stuttgart-Ost, die overigens slechts één minister-president tot woning gediend heeft. Sinds de oprichting van Baden-Württemberg in 1952 heeft het Land tot nu toe (2023) negen verschillende ministers-presidenten gehad, bijna allen waren lid van de CDU. Onderstaand een overzicht.
| Nr. | Minister-president van Baden-Württemberg Ministerpräsident des Landes Baden-Württemberg | Minister-president van Baden-Württemberg Ministerpräsident des Landes Baden-Württemberg | Minister-president van Baden-Württemberg Ministerpräsident des Landes Baden-Württemberg | Ambtstermijn      | Ambtstermijn      | Partij  |
| --- | --------------------------------------------------------------------------------------- | --------------------------------------------------------------------------------------- | --------------------------------------------------------------------------------------- | ----------------- | ----------------- | ------- |
| 1   |                                                                                         |                                                                                         | Reinhold Maier (1889–1971)                                                              | 25 april 1952     | 30 september 1953 | FDP     |
| 2   |                                                                                         | Gebhard Müller                                                                          | Gebhard Müller (1900–1990)                                                              | 30 september 1953 | 17 december 1958  | CDU     |
| 3   |                                                                                         | Kurt Georg Kiesinger                                                                    | Kurt Georg Kiesinger (1904–1988)                                                        | 17 december 1958  | 1 december 1966   | CDU     |
| 4   |                                                                                         | Hans Filbinger                                                                          | Hans Filbinger (1913–2007)                                                              | 1 december 1966   | 30 augustus 1978  | CDU     |
| 5   |                                                                                         | Lothar Späth                                                                            | Lothar Späth (1937–2016)                                                                | 30 augustus 1978  | 22 januari 1991   | CDU     |
| 6   |                                                                                         | Erwin Teufel                                                                            | Erwin Teufel (1939)                                                                     | 22 januari 1991   | 21 april 2005     | CDU     |
| 7   |                                                                                         | Günther Oettinger                                                                       | Günther Oettinger (1953)                                                                | 21 april 2005     | 10 februari 2010  | CDU     |
| 8   |                                                                                         | Stefan Mappus                                                                           | Stefan Mappus (1966)                                                                    | 10 februari 2010  | 12 mei 2011       | CDU     |
| 9   |                                                                                         | Winfried Kretschmann                                                                    | Winfried Kretschmann (1948)                                                             | 12 mei 2011       | heden             | B'90/DG |

## Verschillende coalities
- Minister-president Erwin Teufel
  - tot 1992: CDU alleen
  - 1992 – 1996: CDU met SPD
  - 1996 – 2005: CDU met FDP/DVP
- Minister-president Winfried Kretschmann
  - 2011 – 2016: Bündnis 90/Die Grünen met SPD
  - 2016: Bündnis 90/Die Grünen met CDU